# James Moody
James Moody (Savannah, de Georgia, 26 de marzo de 1925 - 9 de diciembre de 2010) fue un músico estadounidense de jazz, saxofonista, flautista y cantante.

## Biografía
Nacido en Savannah (Georgia), la infancia de James Moody transcurrió en Newark, donde descubrió su interés por la música y por el saxofón (inicialmente el alto, luego el tenor) con 16 años. Durante la II Guerra Mundial participa en la banda de la fuerza aérea estadounidense, formado íntegramente por personas de color. En 1946, es convocado a una audición de Dizzy Gillespie, quien dirigía en la época una de las primeras big bands que ejecutaban la nueva música conocida como bebop, pero no la pasa. Gillespie acaba contratanto a Moody unos meses más tarde y el saxofonista no tarda en atraer la atención del público y la crítica con un breve pero energético solo en "Emanon", una composición de Gillespie.
El alcoholismo interrumpe por primera vez la carrera de Moody en 1948, y éste se traslada a Paris para desintoxicarse. En 1951 vuelve a su país natal con su éxito Moody's Mood for Love, pero cuando en 1958 un incendio destruye el equipo e instrumentos de su banda así como todas sus partituras, vuelve a la bebida y es ingresado en un hospital psiquiátrico de Nueva York.
En 1963, regresa con Dizzy Gillespie, esta vez en formación de quinteto. Moody permanece en la banda del trompetista hasta 1969, cuando prueba suerte como líder, pero no obtiene éxito y en 1973 abandona por completo el mundo del jazz para trabajar en las orquestas de baile de los hoteles de Las Vegas. Tras siete años en el anonimato, James Moody obtiene su divorcio y vuelve a la Costa Este para retomar su carrera como músico de jazz, a veces como líder de pequeños combos, otras veces como sideman, llegando a aparecer en el film de Clint Eastwood Medianoche en el jardín del bien y del mal, de 1997 y siendo reconocido un año más tarde por la National Endowment for the Arts como Jazz Master.
El James Moody Quartet (con la pianista Renee Rosnes, el bajista Todd Coolman y el baterista Adam Nussbaum) fue el vehículo de Moody en la última parte de su carrera. Moody también tocó regularmente con la Dizzy Gillespie Alumni All-Stars y la Dizzy Gillespie Alumni All-Stars Big Band y también a menudo colaboró con el exalumno de Gillespie, el trompetista-compositor-director Jon Faddis. Faddis y Moody trabajaron en 2007 con la WDR Big Band en Colonia, Alemania bajo la dirección de Michael Abene. Y junto con Faddis, viajó en 1986 con la Philip Morris Superband con artistas como el organista Jimmy Smith, Kenny Burrell, Grady Tate y Barbara Morrison. Se incluyeron también Niels-Henning Orsted Pedersen, Jimmy Heath, Kenny Washington, Slide Hampton y Monty Alexander en una gira de cuatro países y 14 ciudades de 18 conciertos, especialmente en Australia, Canadá, Japón y Filipinas, comenzando el 3 de septiembre de 1986, con su primer concierto en Perth, Australia. 
Moody 4B, su último álbum grabado en 2008, recibe una nominación a los premios Grammy, y tras ello, Moody cae gravemente enfermo. El 9 de diciembre de 2010, fallece por complicaciones causadas por el cáncer de páncreas, causando una gran conmoción en el mundo del jazz.

## Estilo y valoración
James Moody fue una institución en el mundo del jazz desde finales de la década de 1940 hasta principios del siglo XXI, sea como saxofonista, como flautista (fue uno de los primeros flautistas de jazz y es considerado como uno de los mejores) o como original showman al frente de su éxito Moody's Mood for Love. Poseedor de una extensa y selecta discografía, entre la que algunos críticos destacan títulos como "Moody's Mood for Love" (1956) o "Don't Look Away Not" (1969), James Moody es conocido asimismo por el original sentido del humor que mostraba sobre el escenario, una particularidad que aprendió de Dizzy Gillespie y con la que, junto a su talento, se ganó el favor de sus compañeros y de la crítica. Su sonido al saxofón, inspirado inicialmente por Lester Young, se fue endureciendo con el tiempo en respuesta al surgimiento de los nuevos talentos, y hoy James Moody es recordado no solo por sus aportaciones como músico, sino también por su gran éxito "Moody's Mood for Love", una de las cimas del arte vocalese que inspiraría a otros artistas posteriores.

## Discografía

### Como líder
- 1949: James Moody's Greatest Hits
- 1951: More of James Moody's Greatest Hits
- 1952: James Moody and his Modernists
- 1954: Moody (Prestige)
- 1954-55: James Moody's Moods (Prestige)
- 1955: Hi Fi Party (Prestige)
- 1955: Wail, Moody, Wail (Prestige)
- 1956: Flute 'n the Blues (Argo)
- 1956: Moody's Mood for Love (Argo)
- 1958: Last Train from Overbrook (Argo)
- 1959: James Moody (Argo)
- 1960: Hey! It's James Moody (Argo)
- 1960-61: Moody with Strings (Argo)
- 1961: Cookin' the Blues (Argo)
- 1962: Another Bag (Argo)
- 1963: Great Day (Argo)
- 1963: Comin' On Strong (Argo)
- 1964: Running the Gamut (Scepter)
- 1966: Moody and the Brass Figures (Milestone)
- 1968-69: The Blues and Other Colors (Milestone)
- 1969: Don't Look Away Now! (Prestige)
- 1970: Teachers (Perception)
- 1971: Heritage Hum (Perception)
- 1971: Chicago Concert (Prestige) - con Gene Ammons
- 1972: Never Again! (Muse)
- 1973: Feelin' It Together (Muse)
- 1973: Sax and Flute Man (Paula)
- 1976: Timeless Aura (Vanguard)
- 1976: Sun Journey (Vanguard)
- 1977: Beyond this World (Vanguard)
- 1986: Something Special (Novus)
- 1988: Sweet and Lovely (Novus)
- 1991: Moving Forward (Novus)
- 1995: Moody's Party: Live at the Blue Note (Telarc Jazz; celebración de su 70 aniversario)
- 1997: Moody Plays Mancini (Warner Bros.)
- 1999: James Moody And The Swedish All-Stars (Concord)
- 2003: Homage (Savoy)
- 2005: The World is a Ghetto (Fuel 2000 Records)
- 2009: Moody 4A (IPO)
- 2010: Moody 4B (IPO)

### Como sideman
Con Art Farmer
- New York Jazz Sextet: Group Therapy (Scepter, 1966)

Con Gil Fuller
- Night Flight (Pacific Jazz, 1965) - all titles released on CD reissue of Gil Fuller & the Monterey Jazz Festival Orchestra featuring Dizzy Gillespie

Con Dizzy Gillespie
- The Complete RCA Victor Recordings (Bluebird, 1937-1949 [1995])
- The New Continent (Limelight, 1962)
- Something Old, Something New (album) (Philips, 1963)
- Dizzy Goes Hollywood (Philips, 1964)
- The Cool World (Philips, 1964)
- Jambo Caribe (Limelight, 1964)
- The Melody Lingers On (Limelight, 1966)
- Swing Low, Sweet Cadillac (Impulse!, 1967)
- The Dizzy Gillespie Reunion Big Band (MPS, 1968)
- The Real Thing (Perception, 1969)
- Musician, Composer, Raconteur (Pablo, 1981)
- Live at the Royal Festival Hall (Enja, 1989)

Con The Dizzy Gillespie Alumni All-Stars
- Dizzy's World dirigido por Jon Faddis (1999)
- Things to Come (2001)

Con Dexter Gordon
- The Tower of Power! (Prestige, 1969)
- More Power! (Prestige, 1969)

Con Milt Jackson
- Big Bags (Riverside, 1962)
- Milt Jackson at the Museum of Modern Art (Limelight, 1965)
- Milt Jackson and the Hip String Quartet (Verve, 1968)

Con Elvin Jones
- Summit Meeting (Vanguard, 1976) con Clark Terry, Bunky Green y Roland Prince

Con Charles Mingus
- Charles Mingus and Friends in Concert (Columbia, 1972)

Con Lalo Schifrin
- Once a Thief and Other Themes (Verve, 1965)

Con Bobby Timmons
- Got to Get It! (Milestone, 1967)

Con Cedar Walton
- Soul Cycle (Prestige, 1969)

Con Tubby Hayes
- Return Visit! (Fontana Records, 1962)

Con Roberta Gambarini
- Easy To Love (Groovin' High/Kindred Rhythm, 2006) Moody toca el saxo tenor y canta con Roberta en "Lover Man" y "Centerpiece,"